# Joan Vallès i Pujals
Joan Vallès i Pujals (Terrassa, Vallès Occidental, 1881 - Barcelona, 1966) fou un polític, advocat i escriptor català.

## Biografia
Es llicencià en dret a la Universitat de Barcelona, especialitzat en dret mercantil, el 1909 organitzà i presidí a Barcelona el Primer Congrés de Govern Municipal. També col·laborà a la Veu de Catalunya.
Inicialment, milità en el Partit Liberal, però després es passà a la Lliga Regionalista, partit amb el qual fou elegit regidor de l'ajuntament de Barcelona (1909-1914), diputat provincial (1915-1924), senador per Girona (1916), president de la diputació de Barcelona (1918-24) i conseller de la Mancomunitat de Catalunya, però en proclamar-se la dictadura de Primo de Rivera hagué de deixar els càrrecs. Va intervenir en la redacció del projecte d'estatut d'autonomia de la Lliga que no va reeixir.
A la caiguda de Primo de Rivera recuperà el seu escó com a diputat provincial fins que es proclamà la Segona República Espanyola. Fou elegit diputat per Girona a les eleccions al Parlament de Catalunya de 1932 per la Lliga Catalana. Quan fou empresonat el govern de la Generalitat de Catalunya arran els fets del sis d'octubre de 1934, fou nomenat conseller d'obres públiques d'abril del 1935 a febrer del 1936.
Quan esclatà la guerra civil espanyola, aconseguí de passar a Mallorca i es posà de part de les autoritats franquistes. En acabar el conflicte abandonà la política i es dedicà als negocis. Fou conseller de l'Empresa Nacional Hidroelèctrica de la Ribagorçana (ENHER).

## Obres
- El Contrato de cuenta corriente (1906)
- De la vida i del govern d'Espanya (1922)[1]
- Elogi de Catalunya (1928)
- Hostes vingueren (1929)